# Guillermo Carreño
Guillermo Gerardo Carreño Matamala (* 6. Februar 1962 in Santiago) ist ein ehemaliger chilenischer Fußballspieler. Der linke Offensivspieler bestritt zwei Länderspiele für die Nationalmannschaft.

## Karriere

### Verein
Guillermo Carreño begann mit dem Fußballspielen in Santiagos Stadtteil Conchalí. Mit zwölf Jahren kam er in die Jugend von Unión Española. 1980 debütierte der linke Bahnspieler in der Profimannschaft beim Klub spanischer Einwanderer. 1984 wechselte er auf Leihbasis zu Cobreandino, das am Saisonende allerdings abstieg. Von 1985 bis 1988 lief Carreño für Deportes Iquique auf und nahm 1989 das Vertragsangebot von Rekordmeister CSD Colo-Colo an. In den zwei Jahren bei den Albos gewann er jeweils das Double aus Meisterschaft und Pokalsieg. In dieser Zeit bestritt der Linksfuß auch seine zwei einzigen Länderspiele. 1991 wechselte Carreño zum CD O’Higgins und verbrachte seine letzten Karrierejahre erneut bei Deportes Iquique und Unión Santa Cruz, wo er 1996 seine Karriere beendete.

### Nationalmannschaft
Das Debüt in der Nationalmannschaft gab Guillermo Carreño im Januar 1989 beim Freundschaftsspiel gegen Ecuador. Nur wenige Tage später bestritt der Offensivakteur sein letztes Länderspiel bei der Copa Centenario de Armenia gegen Kolumbien.

## Erfolge
Colo-Colo
- Chilenischer Meister: 1989, 1990
- Chilenischer Pokalsieger: 1989, 1990